# Streepkopbuulbuul
De streepkopbuulbuul (Arizelocichla striifacies; synoniem: Andropadus striifacies) is een zangvogel uit de familie Pycnonotidae (buulbuuls).

## Verspreiding en leefgebied
Deze vogel komt voor van Kenia tot Mozambique en telt twee ondersoorten:
- A. s. striifacies: van zuidoostelijk Kenia tot zuidwestelijk Tanzania.
- A. s. olivaceiceps (olijfkopbuulbuul): zuidwestelijk Tanzania, Malawi en noordwestelijk Mozambique.